# Sarimunte
Sarimunte is een bestuurslaag in het regentschap Karo van de provincie Noord-Sumatra, Indonesië. Sarimunte telt 825 inwoners (volkstelling 2010).